# 올리버 로지

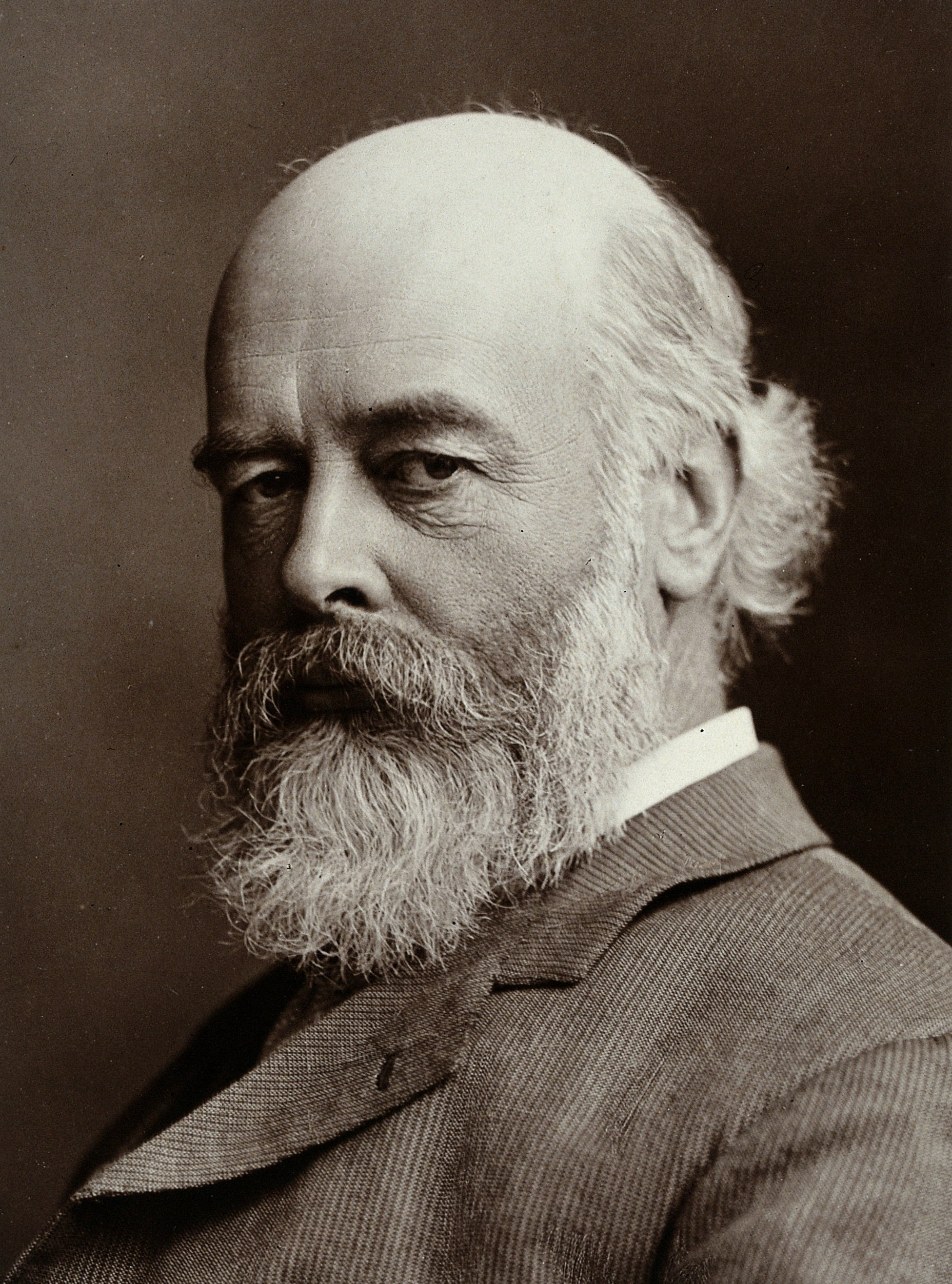
올리버 로지

올리버 조지프 로지 경(영어: Sir Oliver Joseph Lodge, FRS, 1851년 6월 12일 ~ 1940년 8월 22일)은 영국의 물리학자이다. 무선 전보 기술에 관한 특허를 다수 보유한 발명가이기도 했다.
로지는 하인리히 헤르츠의 증명과 독립적인 전자기 복사를 확인했고 1894년에는 왕립 연구소 강의에서 초기 전파 탐지기를 시연하였다. 1898년에는 미국 특허청으로부터 "합성" 특허를 받았다. 1900년부터 1920년까지 버밍엄 대학교의 교장을 지냈다.
로지는 또한 심령주의 신앙과 사후 세계에 대한 유사과학 연구로 유명한데 베스트셀러가 된 《레이먼드 또는 삶과 죽음》(1916년)을 포함한 많은 책들을 썼다. 그는 제1차 세계 대전에서 사망한 그의 죽은 성인 아들의 매개체를 통해 그가 믿는 상세한 메시지를 묘사했다.

## 생애

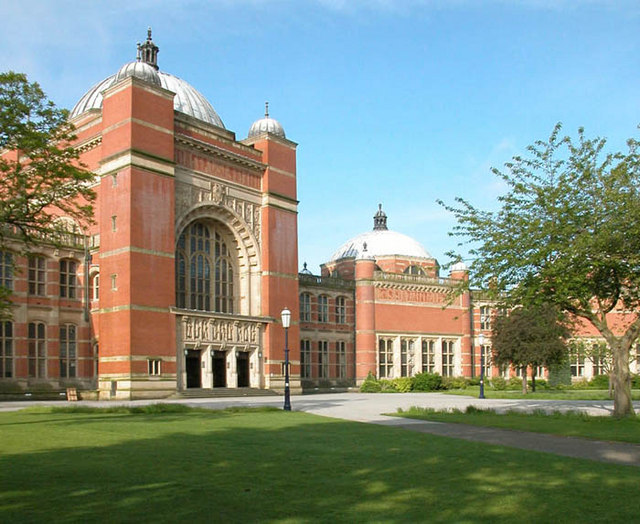
버밍엄 대학교

올리버 로지는 1851년 현재의 스토크온트렌트에 있는 스태퍼드셔주 북부 도자기 산업 지대 위에 위치한 시골 마을인 펭크헐의 '더 뷰'에서 태어나 쇼프롭셔주 뉴포트에 있는 애덤스 문법 학교에서 교육을 받았다. 그의 부모는 훗날 스태퍼드셔주 울스턴턴에서 볼 클레이 상인 올리버 로지(1826년 ~ 1884년)와 그의 아내 그레이스 히스(1826년 ~ 1879년)였다. 로지는 그들의 첫 아이였고 그들은 모두 8명의 아들과 1명의 딸을 두었다. 그의 형제로는 역사학자 리처드 로지(1855년 ~ 1936년), 런던 웨스트필드 칼리지의 역사학자이자 교장인 엘리너 콘스탄스 로지(1869년 ~ 1936년), 수학자 앨프리드 로지(1854년 ~ 1937년)가 있다.
로지가 12세였을 때 가족은 계곡 능선을 따라 북쪽으로 조금 떨어진 울스턴턴으로 집을 옮겼다. 그곳에서 울스턴 습지의 남쪽 끝에 있는 모튼 하우스에서 긴 학교 방학 동안 그의 첫 번째 과학 실험을 위해 큰 건물을 인수했다. 로지는 14세 시절이던 1865년에 학교를 그만두고 아버지의 사업(올리버 로지와 아들)에 들어가 퍼벡 블루 클레이를 도자기 제조 업체에 판매하던 기업인 B. 페일 앤 코셀링의 대리인으로 일했다. 이 일은 때때로 그가 스코틀랜드까지 여행하는 것을 수반했다. 그는 22세가 될 때까지 그의 아버지를 계속해서 도왔다.
아버지의 무역으로 증가한 재산은 로지가 18살이었을 때 가족을 핸리의 채털리 하우스로 옮길 수 있게 했다. 거기서 로지는 런던에서 물리학 강의를 들었고 버슬렘 근처에 있는 웨그우드 연구소에도 다녔다. 웨그우드가 실험했던 에트루리아 홀에서 남쪽으로 1마일 떨어진 채털리 하우스에서 로지의 자서전은 1869년경 그에게 "실제 실험과 같은 것"이 시작되었다고 회상했다.
로지 가족은 1875년에 다시 미들포트와 울스턴턴 사이 포트힐 뱅크 꼭대기에 있는 와틀랜즈 홀로 이사했다. 1875년 런던 대학교에서 이학사 학위를 받았고 1877년에는 이학박사 칭호를 얻었다. 1879년과 1880년에 울스턴 대학교에서 완전히 새로운 전자기 빛을 만들어내는 실험을 했다. 이 시기에 그는 런던의 베드퍼드 칼리지에서 강의하기도 했다.
로지는 1881년에 리버풀에 새로 설립된 유니버시티 칼리지의 물리학과 수학 교수직을 맡기 위해 포터리스 지구를 떠났다. 로지는 1900년에 리버풀에서 미들랜즈로 돌아와 버밍엄 대학교의 초대 교장이 되었다. 그는 대학교가 도심의 에드먼드 스트리트에서 현재의 에지배스턴 캠퍼스로 이전하는 것을 감독했다. 1898년 영국 왕립 협회의 럼퍼드 훈장을 수여받았고 1902년에 거행된 에드워드 7세 국왕의 대관식에서 기사 작위를 수여받았다. 1928년에는 자신의 고향인 스토크온트렌트의 프리먼이 되었다.
로지는 1877년에 뉴캐슬언더림의 세인트 조지 교회에서 메리 패니 알렉산더 마셜과 결혼했다. 그들은 올리버 윌리엄 포스터와 알렉을 포함하여 12명의 자녀를 두었다. 그의 아들 중 4명은 로지의 발명품을 사용하여 사업을 시작했다. 브로디와 알렉은 자동차와 항공기용 점화 플러그를 제조하는 로지 플러그 회사를 설립했다. 1913년 라이오넬과 노엘은 공장 청소와 제련소 연기를 위한 정전기 장치를 생산하는 회사를 설립했다. 장남인 올리버는 시인이자 작가가 되었다.
1920년에 정년 퇴임한 이후에 로지와 그의 아내는 스톤헨지에서 몇 마일 떨어진 윌트셔주의 호수 근처에 있는 노먼턴 하우스에 정착했다. 로지와 그의 아내는 윌스퍼드컴레이크에 위치한 지역 교구 교회인 세인트 마이클스에 묻혔다.  그들의 장남 올리버와 장녀 바이올렛은 같은 교회에 묻혔다.

## 업적

### 전자기학과 라디오

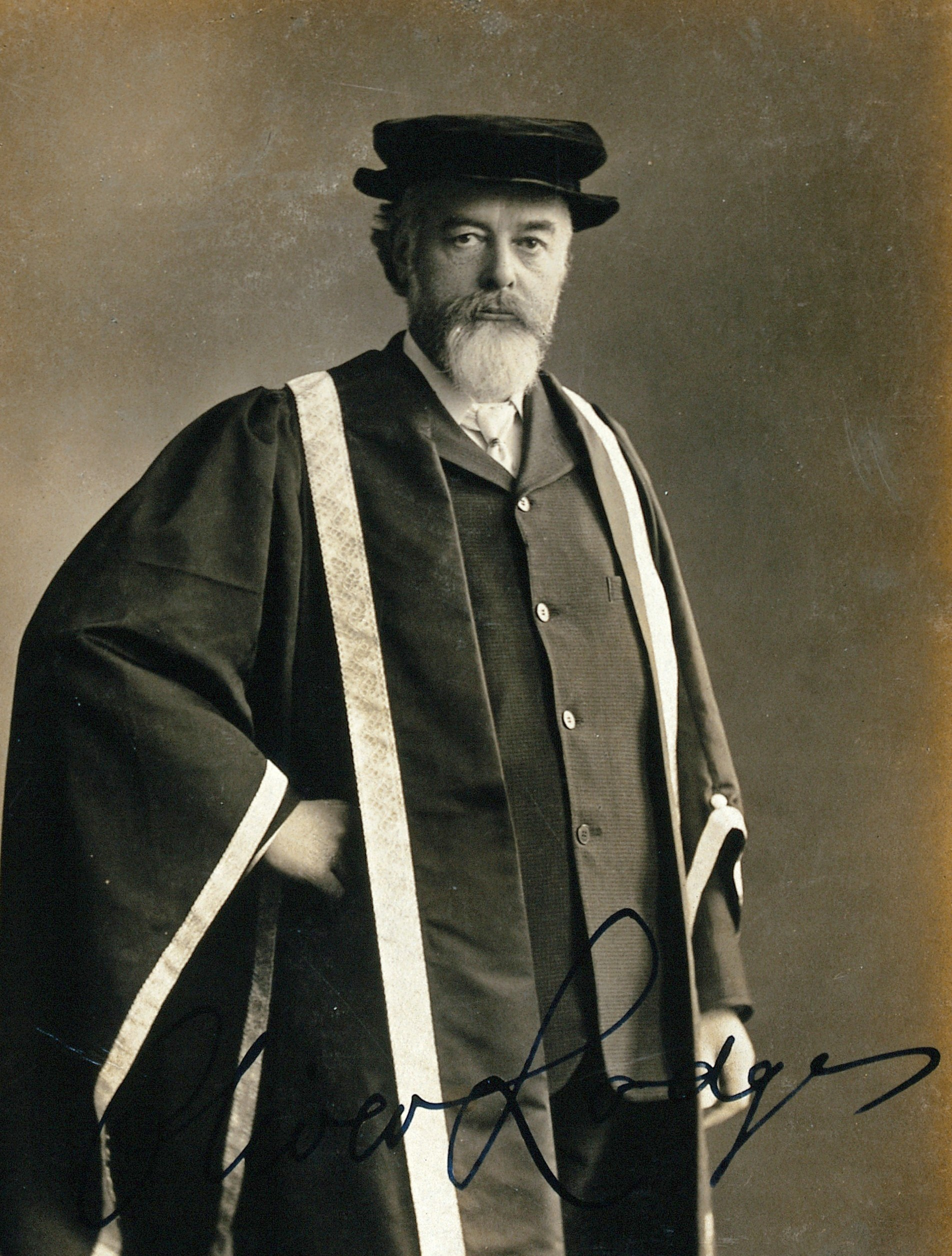
올리버 로지 (1910년 ~ 1915년경)

1873년에 제임스 클러크 맥스웰은 《전기와 자기에 관한 논문집》을 출판했고 1876년까지 로지는 그것을 열심히 연구했다. 그러나 로지는 수학적 물리학에서 적성과 훈련 모두에서 상당히 제한적이었고 그의 첫 두 논문은 전도와 편광과 같은 전기 현상을 설명하는 데 도움이 될 수 있는 메커니즘에 대한 설명이었다. 실제로 로지는 아마도 맥스웰의 에테르 이론을 옹호하고 정교화한 것으로 가장 잘 알려져 있을 것이다. 그는 에테르에 대한 자신의 견해를 《현대 전기관》(1889년)에서 설명했고 1925년에 출간된 《에테르와 현실》에서도 이러한 생각을 계속 옹호했다.
로지는 1879년 초반에 맥스웰이 전혀 생각하지 못했던 전자기파를 생성하는 것에 관심을 갖게 되었다. 이러한 관심은 1880년대 내내 지속되었지만 몇몇 장애물들은 로지의 발전을 지연시켰다. 첫째, 로지는 훨씬 낮은 주파수의 전파보다는 매우 높은 주파수의 광파를 발생시키는 측면에서 생각했다. 둘째, 로지가 이론 지도를 위해 의존했던 친한 친구였던 조지 피츠제럴드는 로지에게 "에테르파는 전자기적으로 생성될 수 없다."고 설명했다. 피츠제럴드는 나중에 그의 실수를 바로잡았지만 1881년까지 로지는 리버풀 유니버시티 칼리지의 교수직을 맡게 되었다.
1887년에는 왕립 연구소가 로지에게 번개에 대한 일련의 강의를 요청했는데 여기에는 피뢰침과 구리 케이블이 때때로 작동하지 않는 이유를 포함한다. 로지는 과학적 조사를 수행할 기회를 잡았고 레이든 항아리를 긴 구리 철사에 방전시켜 번개를 시뮬레이션했다. 로지는 구리선 루프를 통해 더 긴 저저항 경로를 취하는 대신 스파크 갭을 점프하는 짧은 고저항 경로를 사용하는 것을 발견했다. 로지는 1888년 5월 자신의 강의에서 번개가 이동하는 경로에 대한 인덕턴스의 영향을 보여주는 첫 번째 결과를 제시했다.
그 해 봄과 여름의 다른 실험에서 로지는 29m 길이의 전선 두 개를 따라 일련의 스파크 갭을 설치했고 전선 끝 근처의 틈새에서 매우 큰 스파크를 얻는 것을 발견했는데 이는 레이든 항아리가 전선 끝에 반사되는 파동과 일치하는 것처럼 보였다. 어두컴컴한 방에서 그는 또한 전선을 따라 반파장 간격으로 간격을 두고 빛을 내는 것을 보았다. 그는 이것을 맥스웰의 전자기파를 생성하고 감지하고 있다는 증거로 받아들였다. 로지는 1888년 7월에 티롤 알프스로 휴가를 떠나던 도중에 독일의 물리학자인 하인리히 헤르츠가 자신의 전자기 연구를 수행하고 있으며 자유 공간에서 전자기파의 존재와 전파의 존재를 증명하는 일련의 논문을 발표했다는 것을 《물리학 연보》 사본에서 읽었다. 1888년 9월에 잉글랜드 바스에서 열린 영국 과학 협회 회의에서 로지는 전선을 따라 전자파에 관한 자신의 논문을 발표하면서 헤르츠의 업적을 인정하고 "전기 방사선의 모든 주제는 훌륭하게 해결되는 것 같습니다."라고 말했다.
1894년 6월 1일에 옥스퍼드 대학교에서 열린 영국 과학 발전 협회 회의에서 로지는 헤르츠의 업적과 6년 전 독일 물리학자의 전자파 존재 증명에 대한 기념 강연을 했다. 로지는 헤르츠파(전파)의 준광학적 특성에 대한 시연을 했고 반사와 투과를 포함한 빛과 시각의 유사성을 입증했다. 이후 1894년 6월과 8월 14일에 그는 비슷한 실험을 하여 전송 거리를 55m까지 늘렸다. 로지는 두 전극 사이에 금속 필라멘트가 들어 있는 유리관인 코히러(에두아르 브랜리가 발명)라고 불리는 탐지기를 사용했다. 안테나에서 나오는 파동의 작은 전하가 전극에 가해지면 금속 입자들이 서로 달라붙거나 응집되어 전지에서 나오는 전류를 통과시킬 수 있는 전도성을 갖게 된다. 로지의 설정에서 코히러에서 나오는 약간의 충격은 거울 검류계에 의해 포착되어 그 위에 투사되는 빛의 빔을 굴절시켜 그 충격이 수신되었다는 시각적 신호를 제공한다. 신호를 받은 다음에 수동으로 작동하는 진동기나 전송을 받을 때마다 울리는 근처 테이블에 놓인 벨의 진동에 의해 코히러의 금속 줄이 부서지거나 "풀리는" 현상이 일어났다. 이것은 이탈리아의 물리학자인 굴리엘모 마르코니가 1895년에 무선 전신 시스템을 시연하기 1년 전이었고 마르코니의 후기 무선 시스템에 사용될 많은 기본 요소들을 포함하고 있었기 때문에 로지의 강의는 무선 전신(라디오)의 발명에 대한 마르코니 회사와의 우선권 분쟁의 초점이 되었다. 논쟁 당시 물리학자 존 앰브로즈 플레밍을 포함한 일부 사람들은 로지의 강의가 전신 신호의 시연이 아니라 물리학 실험이었다고 지적했다. 로지는 나중에 알렉산더 뮤어헤드와 함께 무선 전신을 위한 장치를 개발했다.
로지는 1898년 1월에 "합성" 튜닝에 대한 논문을 발표했고 같은 해에 특허를 받았다. 싱토닉 튜닝은 무선 통신 시스템에서 송신기와 수신기가 특정 주파수를 사용할 수 있도록 했다. 마르코니 회사는 라디오의 발명에 대한 우선권 분쟁을 더하는 유사한 튜닝 시스템을 가지고 있었다. 1911년에 로지의 합성 특허가 7년 더 연장되자 마르코니는 1912년에 합성 특허를 구입하여 로지에게 "과학 고문"이라는 명예로운 지위를 주었다.

### 그 외의 업적
1886년에 로지는 이온 수송 수를 측정하기 위한 이동 경계법을 개발했는데 이는 주어진 이온 종에 의해 전달되는 전류의 비율이다.
로지는 볼타 전지의 기전력의 근원, 전기분해, 안개와 연기의 분산에 대한 전기의 적용에 대한 과학적 조사를 수행했다. 그는 또한 내연기관을 위한 전기 스파크 점화 방식을 특허로 등록하면서 자동차 운전에 큰 기여를 했다. 나중에 그의 두 아들이 그의 아이디어를 발전시켰고 1903년에 로지 브라더스를 설립했다. 그는 또한 무선 전송 분야에서 발견을 했다. 1898년에는 강력한 자기장에 매달려 있는 진동판에 연결된 코일을 이용한 이동 코일 확성기에 대한 특허를 얻었다.
정치 생활에서 로지는 페이비언 협회의 활동적인 회원이었고 페이비언 협회와 관련된 서적 2편(《사회주의와 개인주의》(1905년), 《공공 서비스 대 민간 지출》)을 출판했다. 특히 이 책은 시드니 웹, 조지 버나드 쇼, 시드니 볼과 함께 출판되었다. 그들은 그를 런던 경제대학에서 강의하도록 여러 번 초대했다.
로지는 1889년에 리버풀 물리학회의 회장으로 임명되어 1893년까지 해당 직위를 역임했다. 이 협회는 비록 학생 단체 아래에 있지만 여전히 오늘날까지 운영되고 있다. 1901년에는 미국 철학 협회의 회원으로 선출되었다. 로지는 1912년부터 1913년까지 영국 과학 협회의 회장을 지냈다. 그는 1913년에 진행된 영국 과학 협회 회장 연설에서 사후 인간의 성격의 지속성, 육체를 잃은 지적인 존재들과 의사소통할 수 있는 가능성, 에테르 이론의 타당성에 대한 자신의 신념을 확인했다.

## 심령주의

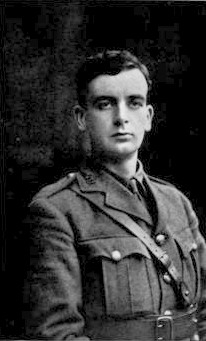
올리버 로지의 막내 아들인 레이먼드 로지는 제1차 세계 대전 시기에 전사했다.

로지는 과학에 대한 공헌 이외에도 정신 연구와 심령주의에 대한 그의 연구로 기억된다. 그는 1880년대 후반에 심리 현상(주로 텔레파시)을 연구하기 시작했고 런던에 본부를 둔 영국의 초자연적 현상 연구 단체인 고스트 클럽의 회원으로 활동했다. 로지는 1901년부터 1903년까지 런던에 본부를 둔 심리 연구 협회의 회장을 지냈다. 로지는 1915년에 그의 아들 레이먼드가 제1차 세계 대전에서 사망한 이후에 여러 매체를 방문하여 베스트셀러 《레이먼드 또는 삶과 죽음》(1916년)을 포함한 많은 책에 그 경험에 대해 썼다. 로지는 아서 코난 도일의 친구였는데 도일도 제1차 세계 대전 시기에 아들을 잃은 영성주의자였다.
로지는 기독교 영성주의자였다. 1909년에는 사후의 삶이 중간 정도로 증명되었다는 그의 믿음을 표현한 《인간의 생존》이라는 책을 출판했다. 그의 가장 논쟁적인 책은 《레이먼드 또는 삶과 죽음》(1916년)이다. 이 책은 그와 그의 아내가 글래디스 오스본 레너드와 함께 참석했던 장면들을 기록했다. 로지는 그의 아들 레이먼드가 그와 소통했다고 확신했고 그 책은 그의 아들이 영계에서 겪은 경험을 묘사한 것이다. 이 책에 따르면 레이먼드는 죽은 사람들이 그들이 "죽기 전에" 지구상에 있었던 사람들과 동일한 사람들이라고 보고했다. 질병은 없었지만 지상과 비슷한 영계에는 집과 나무와 꽃이 있었다. 이 책은 또한 군인들이 제1차 세계 대전에서 사망했을 때 그들은 시가를 피웠고 영혼의 세계에서 위스키를 받았다고 주장했다. 월터 쿡은 로지에게 《레이먼드에 대한 성찰》(1917년)이라는 제목의 반박문을 썼는데 이는 로지의 영성주의에 대한 신념에 직접적으로 도전하는 것이었다.
비록 로지는 레너드의 정신 통제 장치인 "페다"가 그의 아들과 통신했다고 확신했지만 그는 정보의 상당 부분이 말도 안 되는 것임을 인정하고 페다가 그것을 시퀀스 시터로부터 주워오라고 제안했다. 미국의 독일 출신 철학자인 폴 캐러스는 "레이먼드의 교신에 대한 이야기는 그 계시의 어리석음에서 이전의 모든 중간주의적인 전설을 능가한다. 그러나 그것의 가장 슬픈 부분은 올리버 로지 경 못지 않은 위대한 과학자가 이 책을 출판했고 그것을 후원한다는 사실에 있다."라고 평가했다.
전자기 복사에 대한 과학적 연구는 로지에게 에테르가 존재하고 그것이 우주 전체를 채우고 있다는 것을 확신시켰다. 로지는 영혼의 세계가 에테르 안에 존재한다고 믿게 되었다. 기독교 영성론자로서 로지는 성경에서 부활은 십자가에 못박힌 이후에 그의 제자들에게 예수 그리스도의 에테르적인 몸이 보이는 것을 의미한다고 썼다. 1920년대까지 에테르의 물리학은 상대성 이론에 의해 약화되었지만 로지는 여전히 《에테르와 현실》에서 일반 상대성 이론과 모순되지 않는다고 주장하며 자신의 에테르 이론을 옹호했다. 정신주의에 대한 그의 믿음과 연결되었는데 로지는 《인간과 우주》(1908년)와 《인간의 창조》(1924년)에서 그가 추진한 정신적 진화 이론을 지지했다. 그는 채링 크로스 병원과 웨스트민스터의 크라이스트 처치에서 신학적 진화에 대해 강의했다. 그의 강의는 《진화와 창조》라는 책으로 출판되었다.
역사학자인 재닛 오펜하임은 로지의 정신주의에 대한 관심이 "그의 동료 과학자들 중 일부가 그의 마음도 파괴되지 않았는지 의심하게 만들었다."고 언급했다. 생물학자인 레이 랭커스터는 1913년에 로지의 영성주의적 관점이 비과학적이고 대중을 오도한다고 비판하는 의견을 제시했다.
에드워드 클로드는 로지가 사기를 탐지하는 데 무능한 연구자라고 비판했고 그의 영적 신념은 마법적 사고와 원시 미신에 기반을 두고 있다고 주장했다. 영국의 정신과 의사인 찰스 아서 머시어는 자신의 저서인 《스피리추얼리즘과 올리버 로지 경》(1917년)에서 로지가 속임수에 의해 속아서 중매를 믿었고 그의 스피리추얼리스트 관점은 과학적 증거가 아닌 가정에 근거했다고 썼다. 미국 심리학 저널에 실린 프랜시스 존스는 로지스 서바이벌 오브 맨의 리뷰에서 그의 심리학적 주장은 과학적이지 않으며 이 책은 실험 심리학의 연구를 포함하지 않기 때문에 일방적이라고 썼다.
마술사 존 부스는 무대 정신주의자인 데이비드 데번트가 자신의 위업이 마술이라는 것을 깨닫지 못한 진정한 심령 능력을 가지고 있다고 믿게끔 많은 사람들을 속였다고 언급했다. 로지는 런던의 세인트 조지 홀에서 봉투 안에 봉인된 메시지를 읽는 가짜 "클레어보이언트" 행위를 했다. 관중석에 있던 로지는 속임수에 속아 데번트가 초능력을 사용했다고 주장했다. 데번트는 1936년에 자신의 저서인 《내 마법의 비밀》에서 로지가 사용했던 속임수 방법을 밝혔다.
로지는 "애니 브리테인"으로 알려진 영리한 매체를 지지했다. 그러나 애니 브리테인은 농부로 변장한 경찰관에 대해 완전히 잘못된 추측을 했는데 나중에 부정한 점술로 체포되어 유죄 판결을 받았다. 조지프 매케이브는 1914년에 로지의 영적 신념에 대한 회의적인 시각을 담은 책인 《올리버 로지 경의 종교》를 썼다.

## 헌정
로지는 1901년 6월에 글래스고 대학교에서 명예 박사 학위를 받았다. 《타임스》에 실린 그의 부고 기사에서 기자는 다음과 같이 썼다.
언제나 인상적인 인물로 키가 크고 호리호리한 목소리와 매력적인 태도로 그는 매우 큰 집단의 애정과 존경을 누렸다... 지식의 탐구자로서의 로지의 재능은 수준이 높았으며 더 명쾌하거나 매력적인 형태로 난해한 사실을 설명할 수 있는 과학자는 거의 없었다... 옥스퍼드에서 로마자 강의를 하거나 버밍엄에서 영국 협회 회장 연설을 할 때와 같은 훌륭한 기회에 그의 말을 들은 사람들은 그의 매력적인 성격뿐만 아니라 그의 논문의 질서 있는 발전에 깊은 감명을 받았다. 그러나 그는 비공식적인 토론에서 훨씬 더 뛰어났고 그가 일어섰을 때 청중들은 당황하거나 싫증이 나더라도 결코 실망하지 않는 흐뭇한 기대 속에 자리를 잡았다.

남아프리카 공화국 밴더빌파크에 있는 올리버 로지 초등학교는 그의 이름을 따서 지어졌다. 빅토리아 여왕 기념비와 리버풀 대학교 물리학과가 있는 올리버 로지 빌딩의 기단에는 "교육"이라는 이름을 가진 청동상이 있다.